# Druga švedska križarska vojna
Druga švedska križarska vojna je bil pohod Švedov sredi 13. stoletja v Tavastijo v sedanji Finski. Pohod je vodil Birger Jarl. Veliko porobnosti pohoda je spornih. Po pohodu je začela Tavastija postopoma prehajati pod oblast rimskokatoliške cerkve in Švedskega kraljestva.

## Ozadje
Švedska je začela vzpostavljati svojo oblast nad Finsko vsaj od začetka v 13. stoletja. Leta 1220 se je vključila v baltske križarske vojne, vendar se v Estoniji  ni uspela obdržati.  Zapisi švedske duhovščine, ki jo je verjetno vodil finski škof Tomaž, kažejo, da so bili Švedi v Tavastiji prisotni okoli leta 1230, in papeška pisma, ki so obžalovala, kako počasi se je krščanstvo uveljavljalo na Finskem. Domače prebivalstvo se je očitno upiralo pokristjanjevanju (vstaja v Hämeju), zato je papež  Gregor IX. leta 1237 pozval Švede, naj vzamejo orožje in krenejo  v križarsko vojno proti »odpadnikom in barbarom«.

## Tolmačenja
Za razliko od dvomljive prve švedske križarske vojne se zdi, da je švedsko prizadevanje za pokristjanjenje Finske nedvomno doseglo vrhunec sredi 13. stoletja. Številne podrobnosti, vključno z datumi in natančno naravo vojne, ostajajo predmet razprav.

### Narava pohoda
Kronike so poskušale prikazati križarsko vojno kot osvajalno vojno, vendar je bila verjetno samo krvava faza v procesu vključevanja Finske v Švedsko državo. Švedska je imela centralno vlado in močno ideološko silo v obliki katoliške cerkve. Finski poglavarji, ki so se jima pridružili, so pridobili moč in ugled.

### Datiranje
Datiranje križarske vojne je bilo nekoliko sporno. Poleg datuma 1247–1250, navedenega v Erikovi kroniki, naj bi se vojna dogajala tudi v letih 1238–1239 ali leta 1256. Nobeden od datumov ni bil splošno sprejet. Švedskemu zgodovinarju Dicku Harrisonu se zdi najverjetnejša teorija o križarski vojni, ki je temeljila na papeškem pismu, ker je bila Švedska v tistem obdobju sicer miroljubna.

### Taffwesta borg
Erikova kronika omenja ogromen grad taffwesta borg, ki so ga zgradili Švedi. Omenjeni grad bi lahko bil ali grad Häme (švedsko Tavastehus) ali bližnji grad Hakoinen. Za trditev v Kroniki na nobenem mogočem mestu ni tako zgodnjih  arheooških dokazov.

## Posledice

### Cerkvena reakcija
Papež Inocenc IV. je avgusta 1249 vzel Finsko pod svojo posebno zaščito, verjetno zato, da se v spopade ne bi vključile  tudi druge države. Švedske ob tem sploh ni menjal. Finski škof Tomaž, verjetno dominikanski pater, je že leta 1245 odstopil in tri leta pozneje umrl v dominikanskem samostanu na Gotlandu. Ker je bil škofovski sedež prazen, je bila škofija verjetno pod neposrednim nadzorom papeškega legata Viljema iz Modene, ki je  zadnje ukaze finskim duhovnikom izdal junija 1248.
Za novega škofa je bil  leta 1248/1249 imenovan Bero, verjetno  kmalu po Viljemovem obisku Švedske na pomembnem cerkvenem srečanju v Skänningeju, ki se je končalo 1. marca 1248. V tako imenovani Palmsköldski knjižici iz leta 1448 je zapis, da je bil Bero tisti, ki je davek, pobran od Fincev, predal švedskemu kralju.  Bero in njegova naslednika so  prišli neposredno s švedskega dvora. Zdi se, da so imeli švedski škofje tudi vso posvetno oblast na Finskem do leta 1280, ko je bil ustanovljen  položaj finskega vojvode.
Leta 1249 je bila stanje dovolj jasno, da so ustanovili prvi (dominikanski) samostan na Finskem.   Samostan je bil do konca stoletja poleg škofove utrdbe v Koroinenu.

### Švedsko nasledstvo
Erikova kronika pripoveduje, da je Birger Jarl zaradi odprave ostal brez švedske krone. Ko je leta 1250 umrl švedski kralj Erik XI., Bitrgerja ni bilo na Švedskem in švedski lordi pod vodstvom Joarja Blåja so za novega kralja namesto Birgerja izbrali njegovega mladoletnega sina Valdemarja.

### Švedska oblast na Finskem
Od leta 1249 dalje viri na splošno obravnavajo Finsko in Tavastijo kot del Švedske. Finska škofija je med švedskimi škofijami prvič omenjena leta 1253. V Novgorodski prvi kroniki so Tavasti (jem) in pravi Finci (sum) omenjeni kot vojaki na pohodu Švedov (svei) leta 1256. O razmerah na Finskem v naslednjih desetletjih je zelo malo znanega, delno zato, ker se je Zahodni Finski zdaj vladalo  iz Turkuja  in je večina dokumentov ostala tam. Ker so novgorodske sile med švedsko-novgorodskimi vojnami leta 1318  požgale mesto, je ostalo zelo malo zapisov o tem, kaj se je zgodilo v prejšnjem stoletju. Zadnja švedska križarska vojna na Finsko je potekala leta 1293 proti Karelcem.

## Vira
- Harrison, Dick (2005). Gud vill det! (v švedščini). Ordfront. ISBN 91-7037-119-9.
- Tarkiainen, Kari (2008). Sveriges Österland (v švedščini). Atlantis. ISBN 978-91-7353-227-3.